# Axel Merckx
Axel Merckx (ur. 8 sierpnia 1972 w Uccle) – belgijski kolarz szosowy, brązowy medalista olimpijski w wyścigu ze startu wspólnego (2004), syn słynnego kolarza Eddy’ego Merckxa.

## Najważniejsze zwycięstwa i sukcesy
1996
- 3. miejsce w Giro di Lombardia

1998
- 10. miejsce w Tour de France
- 2. miejsce w Clásica de San Sebastián
- 2. miejsce w Bayern-Rundfahrt
  - 1. miejsce na 3. etapie

2000
- 3. miejsce w Brabantse Pijl
- 1. miejsce na 8. etapie Giro d’Italia
- 1. miejsce w mistrzostwach Belgii (wyścig ze startu wspólnego)
- 1. miejsce w Grand Prix de Wallonie

2002
- 2. miejsce w Vuelta a Andalucía

2003
- 1. miejsce w Tour de l’Ain

2004
- 3. miejsce w igrzyskach olimpijskich (wyścig ze startu wspólnego)

2005
- 3. miejsce w Brabantse Pijl
- 1. miejsce na 5. etapie Critérium du Dauphiné Libéré
- 3. miejsce na 16. etapie Tour de France

2007
- 2. miejsce na 16. etapie Tour de France